# Rhyacophila furcifera
Rhyacophila furcifera is een schietmot uit de familie Rhyacophilidae. De soort komt voor in het Palearctisch gebied.